# Macròfag (ecologia)
Els termes macròfag i micròfag s'utilitzen en ecologia per descriure els heteròtrofs que consumeixen aliments de dues maneres diferents. Tant els macròfags com els micròfags «ingereixen aliments sòlids i poden processar-los a través d'algun tipus de canal digestiu». No obstant això, un macròfag «consumeix aliments individuals», mentre que un micròfag «consumeix aliments a dojo sense manipular-los individualment». Els micròfags inclouen alimentadors per filtració i sovint digereixen de manera incidental aliments de baixa qualitat.
Una altra categoria d'heteròtrofs basada en el mecanisme d'alimentació, coneguda com «osmòtrofs», està formada per organismes (principalment fongs i bacteris) que absorbeixen la matèria de l'organisme directament a través de les seves membranes cel·lulars.
Els termes «macròfag» i «micròfag» van ser utilitzats originalment en aquest sentit per Jordan i Hirsch (1927; citat a Yonge 1928). Tot i que s'han utilitzat en textos d'ecologia tan recentment com el 2002, els termes «macròfag» i «micròfag» avui s'utilitzen principalment per descriure dos tipus diferents de glòbuls blancs en el sistema immunitari dels vertebrats.